# Bogis-Bossey
Bogis-Bossey es una comuna suiza del cantón de Vaud, situada en el distrito de Nyon. Limita al norte con la comuna de Crassier, al este con Céligny (GE), al sur con Founex, Céligny y Chavannes-des-Bois, y al oeste con Divonne-les-Bains (FR-01).
La comuna hizo parte hasta el 31 de diciembre de 2007 del círculo de Coppet.